# Melchisedech (nome)
Melchisedech  è un nome proprio di persona italiano maschile.

## Varianti
- Maschili: Melchisedecco[1], Melchidesech[2], Melchidesecco[2]

### Varianti in altre lingue
- Ebraico: מַלְכִּי־צֶדֶֿק (Malkīsedeq)[1][2]
- Francese: Melchisédech
- Greco biblico: Μελχισεδεκ (Melchisedek)[2]
- Inglese: Melchizedek[3][4], Melchisadek[5]
- Latino: Melchisedec[2], Melchisedech[2]
- Portoghese: Melquisedeque
- Russo: Мелхиседек (Melchisedek)
- Spagnolo: Melquisedec

## Origine e diffusione

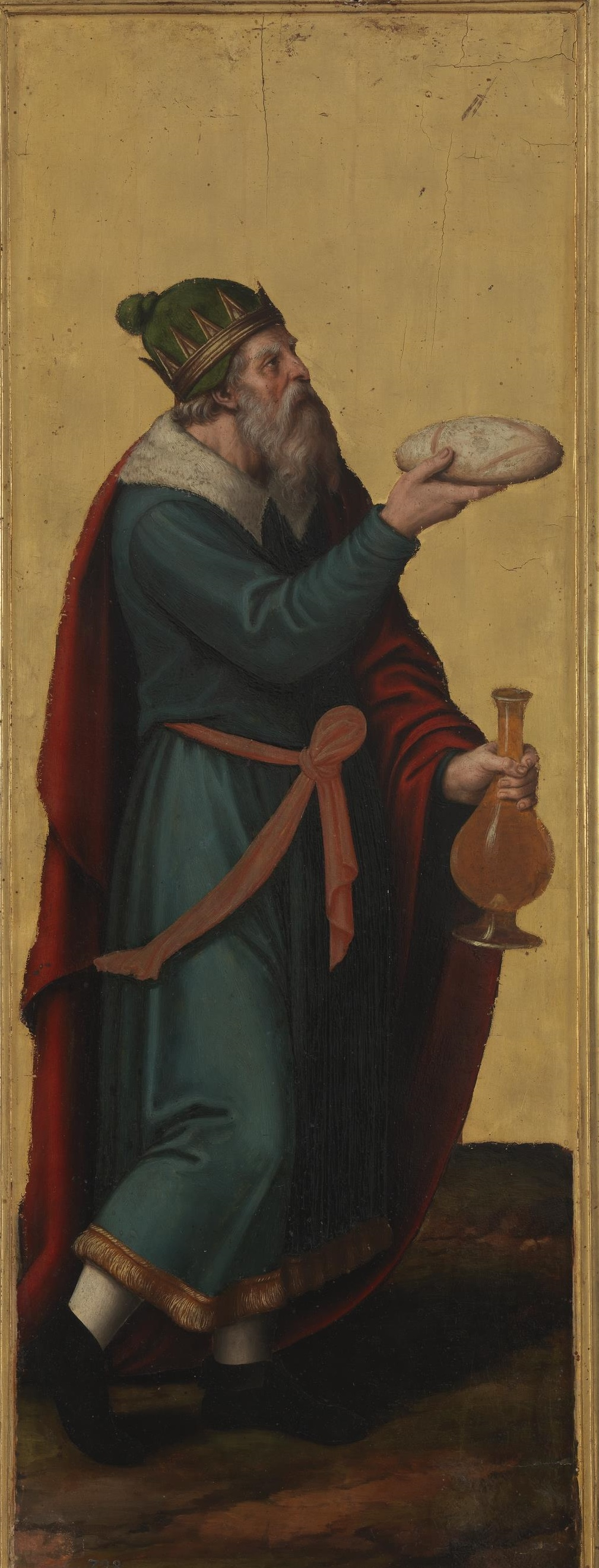
Melchisedec in un dipinto di Juan Vicente Macip

Continua il nome ebraico מַלְכִּי־צֶדֶֿק (Malkīsedeq), composto da melekh ("re", da cui anche i nomi Malco e Melchiorre) e tzaddiq ("giusto", "virtuoso"); il significato può pertanto essere interpretato come "il mio re è giusto/giustizia", "il mio re è virtuoso", "re di rettitudine".
Si tratta di un nome di tradizione biblica, in quanto portato nell'Antico Testamento da Melchisedec, il misterioso re-sacerdote che benedisse Abramo. In Italia, dove peraltro gode di scarsissima diffusione ed è limitato prevalentemente alle comunità ebraiche, è attestato anche in forme terminanti in "-ecco", dovute forse ad eufonia o ad etimologia popolare; queste, con un totale di tredici lettere, hanno la particolarità di costituire i nomi propri più lunghi dell'onomastica italiana (escludendo forme alterate e composte).

## Onomastico
L'onomastico può essere festeggiato il 26 agosto in ricordo del patriarca Melchisedec, venerato come santo.

## Persone
- Melchisedech Longhena, scultore e ingegnere italiano

### Varianti
- Melchisedec I, religioso georgiano
- Melchisédech Thévenot, scrittore, scienziato, cartografo, inventore e diplomatico francese